# Jean-Baptiste Houllet
Jean-Baptiste Houllet (Houlet) ( 1815 - 1890), jardinero en jefe de los invernaderos del Museo Nacional de Historia Natural de Francia, en París. Fue recolector en Brasil, México y por la Cordillera de los Andes durante su juventud.

## Honores

### Epónimos
El género Houlletia que reagrupa a orquídeas sudamericanas, fue bautizada en su honor por Adolphe Brongniart (1801-1876) en 1841. El mismo Houllet recolectó la especie tipo (Houlletia stapelioides Brongn. ex Rchb.f.), en Brasil
- La abreviatura «Houllet» se emplea para indicar a Jean-Baptiste Houllet como autoridad en la descripción y clasificación científica de los vegetales.[2]